# Fontaine des Yeux

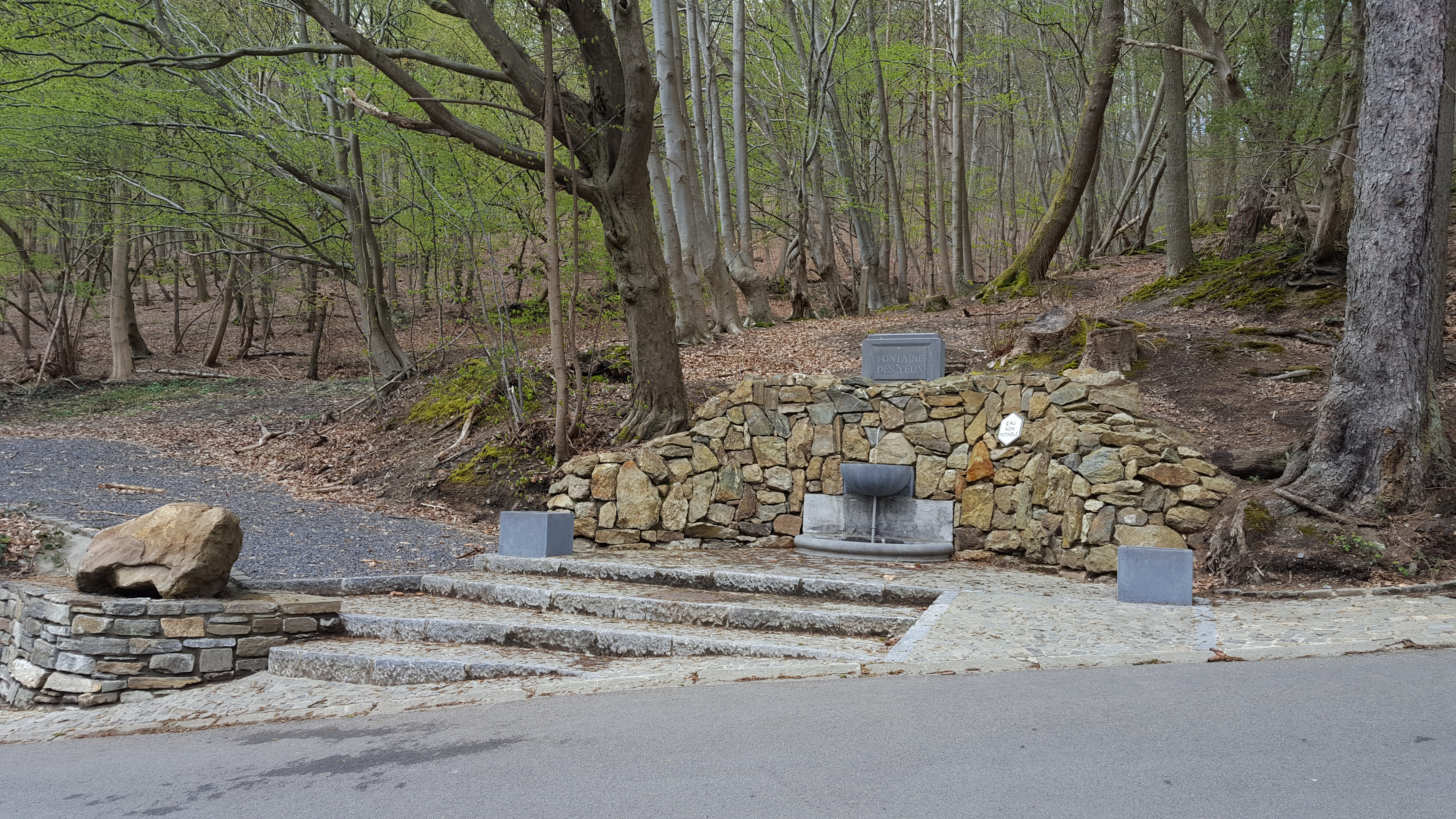
La fontaine des Yeux.

La fontaine des Yeux appelée aussi fontaine aux Yeux est une fontaine de la commune et ville de Spa située dans les Ardennes belges.

## Situation
La fontaine des Yeux se situe au nord de la ville de Spa, en milieu boisé sur le côté gauche de l'avenue des Platanes qui monte au cimetière de Spa, au hameau de Spaloumont et au nouveau centre thermal. 

## Histoire
La fontaine est citée en 1872 par Albin Body dans son petit livre sur les Promenades de Spa. Il cite : "Dans ce petit vallon, et à gauche, une fontaine d’eau douce qui se déverse dans une vasque de pierre. Cette source cristalline passe pour avoir des vertus étonnantes contre les affections de la vue, et l’on croit généralement que c’est à la barégine qu’elle contient que sont dues les cures obtenues". 
En 1954, le docteur Delneuville, ophtalmologue, constate que la fontaine produit une bonne eau de source, faiblement minéralisée mais ne pouvant entrainer la guérison de maladies oculaires. 
Le site de la fontaine a été complètement restauré en 2015.